# Kampen om Stalingrad (film)
Kampen om Stalingrad (russisk: Сталинград) er en sovjetisk dokumentarfilm fra 1943 af Leonid Varlamov.
Filmen er optaget over seks måneder under Slaget om Stalingrad. Den sidste optagelse blev foretaget i begyndelsen af februar 1943, og filmen blev kort efter udgivet i biografer i Sovjetunionen. Filmen indeholder filmoptagelser foretaget af femten frontlinjekameramænd fra nyhedsfilmgruppen ved Stalingrad- og Don-fronterne. Filmen er unik ved, at man kan følge hele forløbet af slaget fra start til slut.